# Campeonato Europeo de Tiro de 2017
El XXXVI Campeonato Europeo de Tiro se celebró en Bakú (Azerbaiyán) entre el 21 de julio y el 3 de agosto de 2017 bajo la organización de la Confederación Europea de Tiro (ESC) y la Federación Azerbaiyana de Tiro Deportivo.
Las competiciones se realizaron en el Campo de Tiro de Bakú.

## Resultados

### Masculino
| Evento                                 | Oro                                               | Plata                                         | Bronce                                |
| -------------------------------------- | ------------------------------------------------- | --------------------------------------------- | ------------------------------------- |
| Rifle 3 posiciones 300 m (31.07)       | Alexis Raynaud Francia 1167 pts.                  | István Péni · Hungría · 1163 pts.             | Péter Sidi · Hungría · 1161 pts.      |
| Rifle 3 posiciones 300 m (equipos)     | Francia 3472                                      | Suiza · 3461                                  | Austria · 3458                        |
| Rifle en pos. tendida 300 m (30.07)    | Jan Lochbihler · Suiza · 598                      | Frank Fleischmann · Alemania · 595 (42)       | Rajmond Debevec Eslovenia 595 (31)    |
| Rifle en pos. tendida 300 m (equipos)  | Francia 1775                                      | Eslovenia 1769                                | Polonia · 1764                        |
| Rifle estándar 300 m (01.08)           | Bernhard Pickl · Austria · 578 (20)               | Juho Kurki · Finlandia · 578 (18)             | Karl Olsson · Suecia · 577            |
| Rifle estándar 300 m (equipos)         | Suiza · 1711                                      | Austria · 1710                                | Francia 1706                          |
| Rifle 3 posiciones 50 m (26.07)        | Yury Shcherbatsevich · Bielorrusia · 461,4        | Serhi Kulish · Ucrania · 458,1                | Alexander Schmirl · Austria · 447,6   |
| Rifle 3 posiciones 50 m (equipos)      | Bielorrusia · 3463                                | Noruega · 3441                                | Alemania · 3436                       |
| Rifle en pos. tendida 50 m (24.07)     | Yury Shcherbatsevich · Bielorrusia · 249,2 (10,2) | Thomas Mathis · Austria · 249,2 (10,1)        | Serguei Kamenski · Rusia · 228,0      |
| Rifle en pos. tendida 50 m (equipos)   | Bielorrusia · 1847,7                              | Austria · 1842,6                              | Francia 1842,2                        |
| Pistola 50 m (22.07)                   | Pavlo Korostylov · Ucrania · 230,5                | Damir Mikec Serbia 226,0                      | Lauris Strautmanis Letonia 208,7      |
| Pistola 50 m (equipos)                 | Serbia 1648                                       | Ucrania · 1639                                | Rusia · 1636                          |
| Pistola rápida de fuego 25 m (25.07)   | Nikita Sujanov · Rusia · 33                       | Peeter Olesk Estonia 30                       | Christian Reitz · Alemania · 24       |
| Pistola rápida de fuego 25 m (equipos) | Alemania · 1739                                   | Rusia · 1731                                  | Ucrania · 1729                        |
| Pistola de fuego 25 m (31.07)          | Yusuf Dikeç Turquía 587                           | Christian Reitz · Alemania · 582              | Peeter Olesk Estonia 580              |
| Pistola de fuego 25 m (equipos)        | Ucrania · 1732                                    | Alemania · 1724                               | Francia 1714                          |
| Pistola estándar 25 m (30.07)          | Pavlo Korostylov · Ucrania · 581                  | Christian Reitz · Alemania · 574              | Alexei Klimov · Rusia · 573           |
| Pistola estándar 25 m (equipos)        | Ucrania · 1719                                    | Francia 1676                                  | Rusia · 1675                          |
| Blanco móvil 50 m (02.08)              | Jesper Nyberg · Suecia · 591                      | Emil Martinsson · Suecia · 589                | Bedřich Jonáš · República Checa · 586 |
| Blanco móvil 50 m (equipos)            | Suecia · 1762                                     | Rusia · 1745                                  | Finlandia · 1745                      |
| Blanco móvil mixto 50 m (03.08)        | Emil Martinsson · Suecia · 395                    | Mijail Azarenko · Rusia · 392                 | Topi Hulkkonen · Finlandia · 390      |
| Blanco móvil mixto 50 m (equipos)      | Rusia · 1169                                      | Suecia · 1167                                 | Finlandia · 1161                      |
| Foso (27.07)                           | David Kostelecký · República Checa · 45           | Josip Glasnović · Croacia · 44                | Giovanni Cernogoraz · Croacia · 35    |
| Foso (equipos)                         | Portugal 351                                      | Croacia · 350                                 | República Checa · 348                 |
| Doble foso (23.07)                     | Vitali Fokeyev · Rusia · 70 (+7)                  | Hubert Andrzej Olejnik · Eslovaquia · 70 (+6) | Vasili Mosin · Rusia · 52             |
| Doble foso (equipos)                   | Italia · 415                                      | Rusia · 411                                   | Malta 374                             |
| Skeet (01.08)                          | Miloš Slavíček · República Checa · 54 (+11)       | Gabriele Rossetti · Italia · 54 (+9)          | Stefan Nilsson · Suecia · 43          |
| Skeet (equipos)                        | Rusia · 362                                       | Italia · 359                                  | Suecia · 357                          |

### Femenino
| Evento                                | Oro                                 | Plata                               | Bronce                               |
| ------------------------------------- | ----------------------------------- | ----------------------------------- | ------------------------------------ |
| Rifle 3 posiciones 300 m (30.07)      | Franziska Peer · Austria · 580      | Lisa Müller · Alemania · 576        | Sina Oleane Busk · Noruega · 575     |
| Rifle 3 posiciones 300 m (equipos)    | Suiza · 1699                        | Polonia · 1689                      | Ucrania · 1678                       |
| Rifle en pos. tendida 300 m (29.07)   | Elin Åhlin · Suecia · 594           | Olivia Hofmann · Austria · 591      | Anna Normann · Suecia · 589          |
| Rifle en pos. tendida 300 m (equipos) | Suecia · 1771                       | Alemania · 1754                     | Estonia 1751                         |
| Rifle 3 posiciones 50 m (27.07)       | Seonaid McIntosh Reino Unido 458,5  | Franziska Peer · Austria · 457,3    | Jolyn Beer · Alemania · 444,5        |
| Rifle 3 posiciones 50 m (equipos)     | Reino Unido 1722                    | Ucrania · 1721 (+62)                | Francia 1721 (+58)                   |
| Rifle en pos. tendida 50 m (24.07)    | Jennifer McIntosh Reino Unido 619,1 | Dariya Sharipova · Ucrania · 615,5  | Marie Enqvist · Suecia · 613,6       |
| Rifle en pos. tendida 50 m (equipos)  | Ucrania · 1832,3                    | Alemania · 1824,9                   | Austria · 1823,1                     |
| Pistola 25 m (28.07)                  | Monika Karsch · Alemania · 39       | Klaudia Breś · Polonia · 33         | Mariya Grozdeva Bulgaria 29          |
| Pistola 25 m (equipos)                | Alemania · 1738                     | Bulgaria 1734                       | Francia 1726                         |
| Foso (25.07)                          | Arianna Perilli San Marino 37 (+4)  | Yekaterina Rabaya · Rusia · 37 (+3) | Satu Mäkelä-Nummela · Finlandia · 28 |
| Foso (equipos)                        | Rusia · 33                          | Francia 28                          | Eslovaquia · 29                      |
| Doble foso (23.07)                    | Sofia Maglio · Italia · 88          | Claudia De Luca · Italia · 84       | Monica Girotto · Italia · 89         |
| Doble foso (equipos)                  | No realizado                        | No realizado                        | No realizado                         |
| Skeet (30.07)                         | Lucie Anastassiou Francia 50 (+16)  | Andri Eleftheríu Chipre 50 (+15)    | Christine Wenzel · Alemania · 39     |
| Skeet (equipos)                       | Italia · 44                         | Ucrania · 34                        | Chipre 44                            |

### Mixto
| Evento        | Oro                                        | Plata                                        | Bronce                                    |
| ------------- | ------------------------------------------ | -------------------------------------------- | ----------------------------------------- |
| Foso (28.07)  | Italia · Giovanni Pellielo · Jessica Rossi | Eslovenia Tomaž Blazinšek Jasmina Maček      | Rusia · Maxim Smykov · Tatiana Barsuk     |
| Skeet (02.08) | Francia Anthony Terras Lucie Anastassiou   | Chipre Dimitris Konstantinu Andri Eleftheríu | Italia · Gabriele Rossetti · Diana Bacosi |

## Medallero
| Núm. | País            | Oro | Plata | Bronce | Total |
| ---- | --------------- | --- | ----- | ------ | ----- |
| 1    | Rusia           | 5   | 5     | 6      | 16    |
| 2    | Ucrania         | 5   | 5     | 2      | 12    |
| 3    | Francia         | 5   | 2     | 5      | 12    |
| 3    | Suecia          | 5   | 2     | 5      | 12    |
| 5    | Italia          | 4   | 3     | 2      | 9     |
| 6    | Bielorrusia     | 4   | 0     | 0      | 4     |
| 7    | Alemania        | 3   | 7     | 4      | 14    |
| 8    | Suiza           | 3   | 1     | 0      | 4     |
| 9    | Reino Unido     | 3   | 0     | 0      | 3     |
| 10   | Austria         | 2   | 5     | 3      | 10    |
| 11   | República Checa | 2   | 0     | 2      | 4     |
| 12   | Serbia          | 1   | 1     | 0      | 2     |
| 13   | Portugal        | 1   | 0     | 0      | 1     |
| 13   | San Marino      | 1   | 0     | 0      | 1     |
| 13   | Turquía         | 1   | 0     | 0      | 1     |
| 16   | Chipre          | 0   | 2     | 1      | 3     |
| 16   | Croacia         | 0   | 2     | 1      | 3     |
| 16   | Eslovenia       | 0   | 2     | 1      | 3     |
| 16   | Polonia         | 0   | 2     | 1      | 3     |
| 20   | Finlandia       | 0   | 1     | 4      | 5     |
| 21   | Estonia         | 0   | 1     | 2      | 3     |
| 22   | Bulgaria        | 0   | 1     | 1      | 2     |
| 22   | Eslovaquia      | 0   | 1     | 1      | 2     |
| 22   | Hungría         | 0   | 1     | 1      | 2     |
| 22   | Noruega         | 0   | 1     | 1      | 2     |
| 26   | Letonia         | 0   | 0     | 1      | 1     |
| 26   | Malta           | 0   | 0     | 1      | 1     |
|      | TOTAL           | 45  | 45    | 45     | 135   |